# 15. arrondissement i Paris
15. arrondissement i Paris er et af Paris' 20 arrondissementer og er placeret på venstre Seinebred. Det kaldes også arrondissement de Vaugirard.

## Geografi

### Bykvarterer
Arrondissementet er delt i fire bykvarterer:
- Saint-Lambert
- Necker
- Grenelle
- Javel

## Demografi

### Befolkningsudvikling
| År   | Befolkning |
| ---- | ---------- |
| 1954 | 249.795    |
| 1962 | 251.765    |
| 1968 | 242.506    |
| 1975 | 230.835    |
| 1982 | 225.628    |
| 1990 | 224.205    |
| 1999 | 225.467    |